# Open Pau-Pyrénées 2025
L'Open Pau-Pyrénées 2025 è stato un torneo maschile di tennis professionistico. È stata la 7ª edizione del torneo, facente parte della categoria Challenger 125 nell'ambito dell'ATP Challenger Tour 2025, con un montepremi di 200 000 €. Si è giocato dal 17 al 23 febbraio 2025 sui campi in cemento indoor del Palais des Sports di Pau, in Francia.

## Partecipanti

### Teste di serie
| Nazionalità | Giocatore         | Ranking* | Testa di serie |
| ----------- | ----------------- | -------- | -------------- |
| Regno Unito | Jacob Fearnley    | 78       | 1              |
| Belgio      | Raphaël Collignon | 122      | 2              |
| Francia     | Richard Gasquet   | 128      | 3              |
| Spagna      | Martín Landaluce  | 135      | 4              |
| Francia     | Harold Mayot      | 136      | 5              |
| Francia     | Grégoire Barrère  | 151      | 6              |
| Belgio      | Alexander Blockx  | 154      | 7              |
| Slovacchia  | Lukáš Klein       | 156      | 8              |

* Ranking al 10 febbraio 2025.

### Altri partecipanti
I seguenti giocatori hanno ricevuto una wild card per il tabellone principale:
- Arthur Bouquier
- Arthur Fery
- Benoît Paire

Il seguente giocatore è entrato in tabellone come special exempt:
- Filip Misolic

Il seguente giocatore è entrato in tabellone come alternate:
- Charles Broom

I seguenti giocatori sono passati dalle qualificazioni:
- Maxence Beaugé
- Lukáš Pokorný
- Pierre Delage
- Patrick Zahraj
- Lucas Poullain
- Evgenij Karlovskij

I seguenti giocatori sono entrati in tabellone come lucky loser:
- Pedro Cachín
- Maxime Janvier
- Aleksej Vatutin

## Punti e montepremi
| Torneo    | Torneo              | V      | F      | SF    | QF    | 2T    | 1T    | Q | Q2  | Q1  |
| Singolare | Punti               | 125    | 64     | 35    | 16    | 8     | 0     | 5 | 3   | 0   |
| Singolare | Premi in denaro (€) | 19 650 | 11 570 | 6 850 | 3 990 | 2 345 | 1 420 | – | 710 | 355 |
| Doppio    | Punti               | 125    | 64     | 35    | 16    | –     | 0     | – | –   | –   |
| Doppio    | Premi in denaro (€) | 8 420  | 4 900  | 2 940 | 1 750 | –     | 990   | – | –   | –   |

## Campioni

### Singolare
Raphaël Collignon ha sconfitto in finale  Patrick Zahraj con il punteggio di 6–2, 6–4.

### Doppio
Jakob Schnaitter /  Mark Wallner hanno sconfitto in finale  Alexander Blockx /  Raphaël Collignon con il punteggio di 6–4, 6(5)–7, [10–8].